# 예당초등학교 (전남)
예당초등학교는 대한민국 전라남도 보성군에 있는 공립 초등학교이다.

## 학교 연혁
- 1946년 10월 13일: 예당공립국민학교 개교
- 2000년 3월 1일: 득량분교장 편입
- 2008년 2월 29일: 득량분교장 통합

## 참고 자료
- 예당초등학교 - 한국교육학술정보원 학교알리미